# Tworóg
Tworóg is een dorp in het Poolse woiwodschap Silezië, in het district Tarnogórski. De plaats maakt deel uit van de gemeente Tworóg en telt 2800 inwoners.